# Königswasser
Königswasser (lat. aqua regia) ist ein Gemisch aus konzentrierter (37-prozentiger) Salzsäure und konzentrierter (65-prozentiger) Salpetersäure im Verhältnis 3 zu 1. Der Name stammt von der Fähigkeit, den „König der Metalle“ Gold aufzulösen.

## Geschichte
Das Königswasser (Alchemistisches Symbol 🜆) wurde bei der Suche nach Trinkgold (lat. aurum potabile) entdeckt. Es wird erstmals in lateinischen Übersetzungen des Pseudo-Geber aus dem 14. Jh. erwähnt, jedoch nicht in den arabischen Schriften. Im 16. Jh. wurde es für die Herstellung von Knallgold verwendet. Im 19. Jh. wurde es stark verdünnt für Wundbäder eingesetzt.
Als deutsche Truppen am 9. April 1940 während des Zweiten Weltkriegs die dänische Hauptstadt Kopenhagen besetzten, löste der im Labor von Niels Bohr arbeitende ungarische Chemiker George de Hevesy die goldenen Nobelpreis-Medaillen der deutschen Physiker Max von Laue und James Franck in Königswasser auf, damit sie nicht in die Hände deutscher Soldaten fielen. Von Laue und Franck waren in Opposition zum Nationalsozialismus in Deutschland und hatten deshalb ihre Medaillen Niels Bohr anvertraut, um so eine Konfiszierung in Deutschland zu verhindern; das NS-Regime verbot allen Deutschen das Annehmen oder Tragen des Nobelpreises, nachdem der Nazigegner Carl von Ossietzky im Jahr 1935 den Friedensnobelpreis erhalten hatte. Nach Kriegsende extrahierte de Hevesy das im Königswasser „versteckte“ Gold und übergab es der Königlichen Schwedischen Akademie der Wissenschaften, die daraus neue Medaillen für von Laue und Franck herstellen ließ.

## Chemische Wirkung
Königswasser kann viele Metalle leichter lösen als bloße Salpetersäure. Hauptgrund dafür ist, dass bei Gegenwart von Chloridionen andere Reaktionsprodukte entstehen: Gold und Platin gehen als Chlorido-komplexe in Lösung. Die Bildung dieser Chloridokomplexe führt dazu, dass die Oxidation leichter möglich ist, wie sich in einem deutlich niedrigeren Redoxpotential der entsprechenden Reaktion zeigt.
Die Redoxreaktion für Gold lautet bei Abwesenheit von Chloridionen
{\displaystyle {\ce {Au^3+ (aq) + 3 e- <=> Au(s)}}}{\displaystyle \quad \quad \quad E_{0}=1{,}489\,\mathrm {V} },
während sie in einer Lösung von Chlorid lautet
{\displaystyle {\ce {[AuCl4]- (aq) + 3 e- <=> Au(s) + 4 Cl- (aq)}}}{\displaystyle \quad E_{0}=0{,}93\,\mathrm {V} }
Das Oxidationspotential des Königswassers reicht für die Oxidation aus, obwohl das Oxidationsvermögen des Nitrats (+0,96 V) und des Chlors (+0,93 V) nicht ausreichen würde, um Gold ohne Komplexbildung zu lösen:
{\displaystyle {\ce {NO3- (aq) + 4 H+ (aq) + 3 e- <=> NO(g) + 2 H2O(l)}}}{\displaystyle \quad E_{0}=0{,}96\,\mathrm {V} }
Die Reaktionsgleichung für das Auflösen von Gold lautet:
{\displaystyle {\ce {Au + 4 HCl + HNO3 -> HAuCl4 + NO + 2 H2O}}}
Aus Gold entsteht dabei Tetrachlorogold(III)-säure, aus Platin Hexachloroplatinsäure.
Das Königswasser kann fast alle Metalle außer Zirconium, Hafnium, Niob, Tantal, Titan, Ruthenium und Wolfram auflösen. Silber wird nicht aufgelöst, weil es durch die Bildung einer unlöslichen Silberchloridschicht vor weiterer Oxidation passiviert ist. Salpetersäure (lat. aqua fortis) kann zwar Silber auflösen, aber nicht Gold, und wird daher verwendet, um Gold von Silber zu scheiden. Eine Alternative zum Königswasser ist eine mit Chlor oder Brom gesättigte 20%ige Salzsäurelösung.
Königswasser ist instabil. Es zerfällt unter Bildung von Nitrosylchlorid und unter Abgabe von Chlorgas:
{\displaystyle {\ce {HNO3 + 3 HCl -> NOCl + Cl2 + 2 H2O}}}
Daher wird es üblicherweise unmittelbar vor Gebrauch aus den zwei Säuren hergestellt.
Königswasser hat die UN-Nummer 1798 und darf in Europa als Gefahrengut nicht auf Straßen transportiert werden.

## Anwendungen

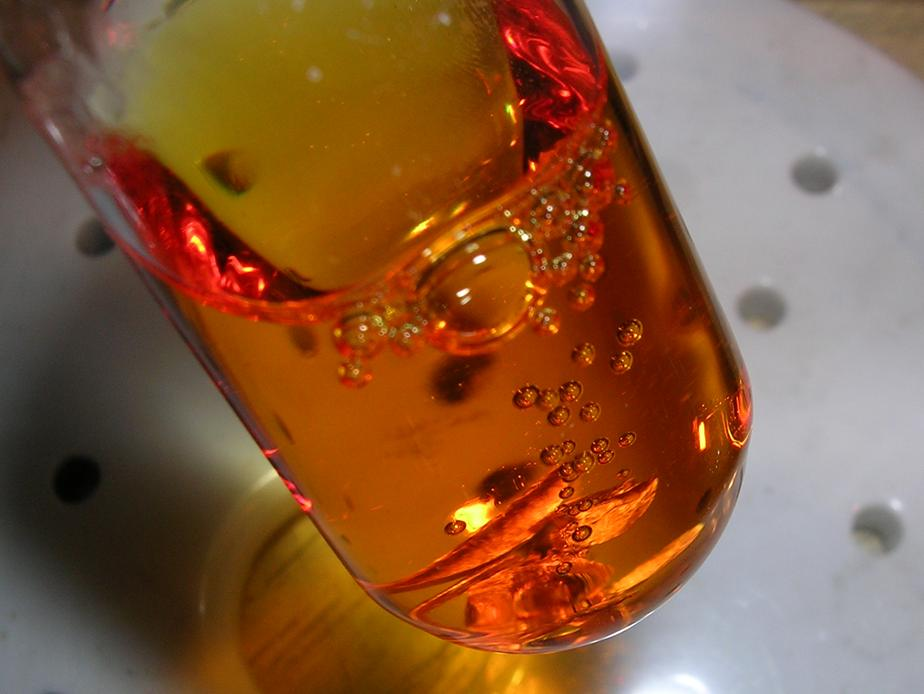
Platin löst sich in heißem Königswasser

- Herstellung von Tetrachlorogoldsäure, welche als Pigment (Goldpurpur) für Glasuren in der Porzellanmalerei verwendet wird
- zum Aufschluss schwerlöslicher Stoffproben (Königswasseraufschluss) in der analytischen Chemie
- zum Ätzen in der Metallografie
- zur Edelmetallscheidung und -raffination